# Don't Go Breaking My Heart (canção de Backstreet Boys)
"Don't Go Breaking My Heart" é uma canção do grupo musical estadunidense Backstreet Boys. Foi composta por Stuart Crichton, Jamie Hartman e Stephen Wrabel e produzida pelos dois primeiros. O seu lançamento ocorreu em 17 de maio de 2018, por intermédio da RCA Records, como o single principal do nono álbum de estúdio do grupo, DNA (2019).
A canção alcançou a 63ª posição da parada estadunidense Billboard Hot 100, tornando-a primeira canção do grupo como artista principal a figurar na referida parada desde "Inconsolable" em 2007, além de ser seu single melhor posicionado desde "Incomplete" em 2005. Adicionalmente, a faixa recebeu nomeação para o Grammy Awards de 2019, na categoria de  Melhor Performance Pop de Grupo/Dupla e obteve certificação ouro por suas vendas em países como Austrália e Canadá.

## Faixas e formatos
| Download digital |                              |         |  |
| N.º              | Título                       | Duração |  |
| 1.               | "Don't Go Breaking My Heart" | 3:35    |  |

| The Remixes – EP |                                                     |         |  |
| N.º              | Título                                              | Duração |  |
| 1.               | "Don't Go Breaking My Heart (Dave Audé Remix)"      | 3:39    |  |
| 2.               | "Don't Go Breaking My Heart (Luca Schreiner Remix)" | 3:19    |  |
| 3.               | "Don't Go Breaking My Heart (Arkadi Remix)"         | 3:28    |  |
| 4.               | "Don't Go Breaking My Heart (Quarterhead Remix)"    | 3:16    |  |

## Desempenho nas tabelas musicais
"Don't Go Breaking My Heart" foi lançada em 17 de maio de 2018 e, em sua primeira semana, alcançou o 22º lugar na tabela estadunidense de descargas digitais. A faixa foi considerada como uma canção de retorno do Backstreet Boys, pois representou sua primeira entrada nas paradas Billboard Hot 100, Billboard Mainstream Top 40 e Billboard Adult Contemporary desde o lançamento do single "Inconsolable" (2007). Além disso, "Don't Go Breaking My Heart" se tornou o single do grupo mais bem posicionado pela Billboard Adult Top 40, ao atingir seu pico de número 9, superando o pico de número 11 de "I Want It That Way" em 1999. Em relação às rádios, a canção alcançou a posição de número 38 pela parada Radio Songs, o que levou o grupo a entrar na referida parada pela primeira vez desde "Incomplete" (2005).

### Posições semanais
| Tabela musical (2018)                             | Melhor posição |
| ------------------------------------------------- | -------------- |
| Alemanha - Official German Charts                 | 68             |
| Austrália - ARIA Charts                           | 50             |
| Bélgica - Ultratip Wallonia                       | 23             |
| Canadá - Canadian Hot 100                         | 65             |
| Canadá - Billboard Adult Contemporary             | 27             |
| Canadá - Billboard CHR/Top 40                     | 32             |
| Canadá - Billboard Hot Adult Contemporary         | 21             |
| Croácia - HTR Airplay                             | 95             |
| Eslováquia - Rádio Top 100                        | 100            |
| Estados Unidos - Billboard Hot 100                | 63             |
| Estados Unidos - Billboard Adult Contemporary     | 8              |
| Estados Unidos - Billboard Adult Top 40           | 9              |
| Estados Unidos - Billboard Dance Club Songs       | 17             |
| Estados Unidos - Billboard Dance/Mix Show Airplay | 28             |
| Estados Unidos - Billboard Mainstream Top 40      | 18             |
| Sri Lanka - Yes FM                                | 5              |
| Suíça - Schweizer Hitparade                       | 98             |

| Tabela musical (2018)                         | posição |
| --------------------------------------------- | ------- |
| Estados Unidos - Billboard Adult Contemporary | 19      |
| Estados Unidos - Billboard Adult Top 40       | 28      |

### Vendas e certificações
| Região                                                                                             | Certificação | Vendas  |
| -------------------------------------------------------------------------------------------------- | ------------ | ------- |
| Austrália (ARIA)                                                                                   | Ouro         | 35,000^ |
| Canadá (Music Canada)                                                                              | Ouro         | 40,000^ |
| *números de vendas baseados somente na certificação ^distribuições baseadas apenas na certificação |              |         |

## Histórico de lançamento
| Região         | Data               | Formato                    | Gravadora  | Ref.   |
| -------------- | ------------------ | -------------------------- | ---------- | ------ |
| Mundo          | 17 de maio de 2018 | Download digital streaming | K-Bahn RCA | [ 3 ]  |
| Estados Unidos | 21 de maio de 2018 | Rádio adulto-contemporâneo | RCA        | [ 29 ] |
| Estados Unidos | 22 de maio de 2018 | Rádio mainstream           | RCA        | [ 30 ] |